# Джемила

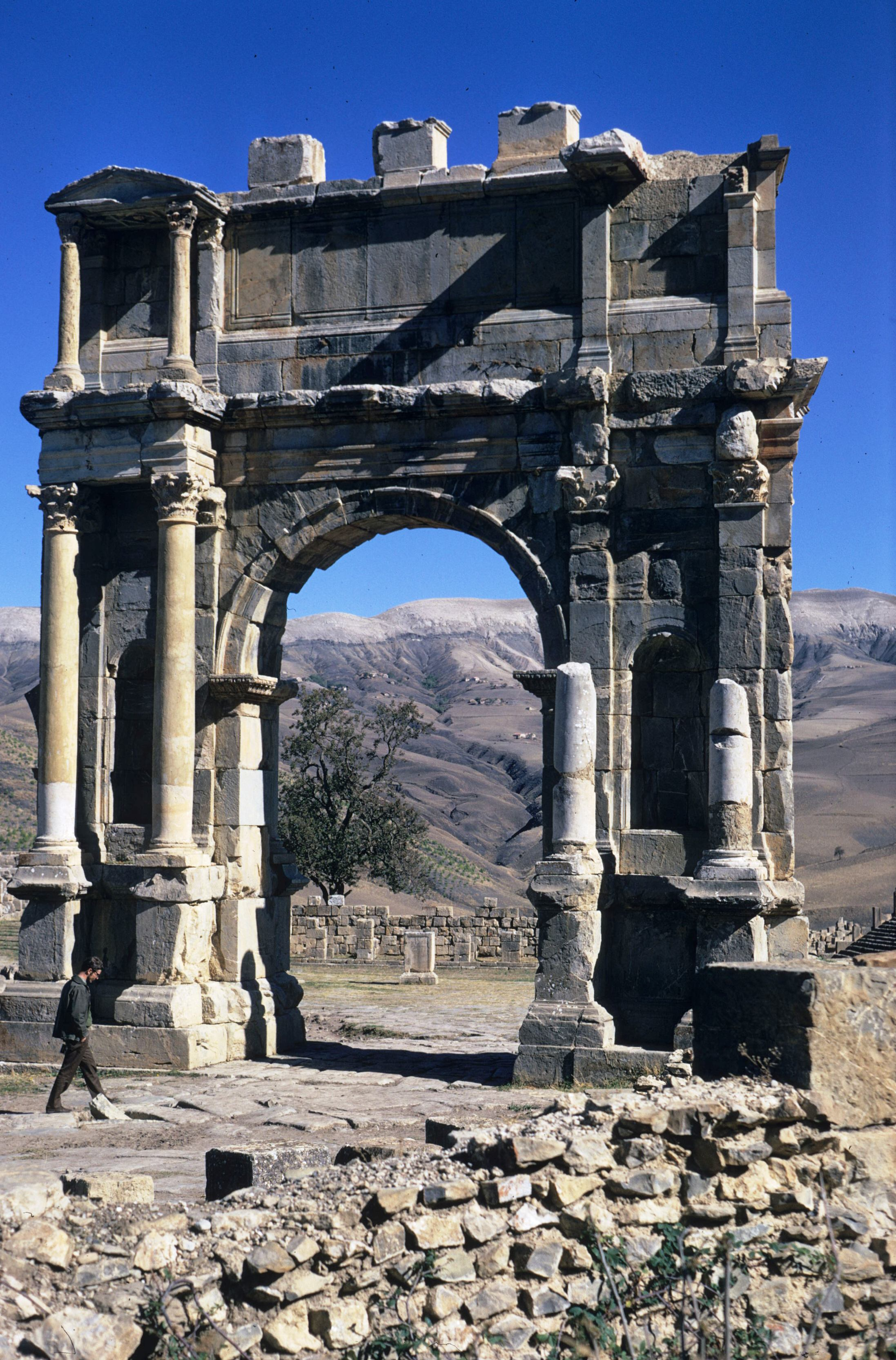
Арка императора Каракаллы

Джемила́ (араб. جيميلة‎, лат. Cuicul) — древний римский город, руины которого расположены в современном Алжире и с 1982 года входят в список Всемирного наследия ЮНЕСКО. Джемила находится на высоте 900 м в вилайете Сетиф. Селение расположено на горном хребте между двумя вади. Своим благосостоянием в античную эпоху город был обязан сельскому хозяйству, так как Алжир благодаря более влажному климату считался «житницей» Рима.
В наши дни сохранились форум, храм, христианские базилики, триумфальная арка и дома. Город считается образцом римской планировки градостроительства, приспособленной к горной местности. В Джемиле были термальные бани, капитолий и театр. Храм, посвящённый императору Септимию Северу (193—211) и его супруге Юлии Домне, сохранился в хорошем состоянии. Сыном Септимия Севера был император Каракалла (211—217), при котором была построена триумфальная арка.
Возможно, город был основан во время короткого правления императора Нервы между 96 и 98 годами. Позже он был завоёван вандалами. В 533 году его отвоевали византийцы, но вскоре он был покинут.
Первые раскопки начались в 1909 году. Археологическим ценностям сегодня угрожают песчаные бури и хищение камня окрестным населением на постройку жилищ.

## Галерея

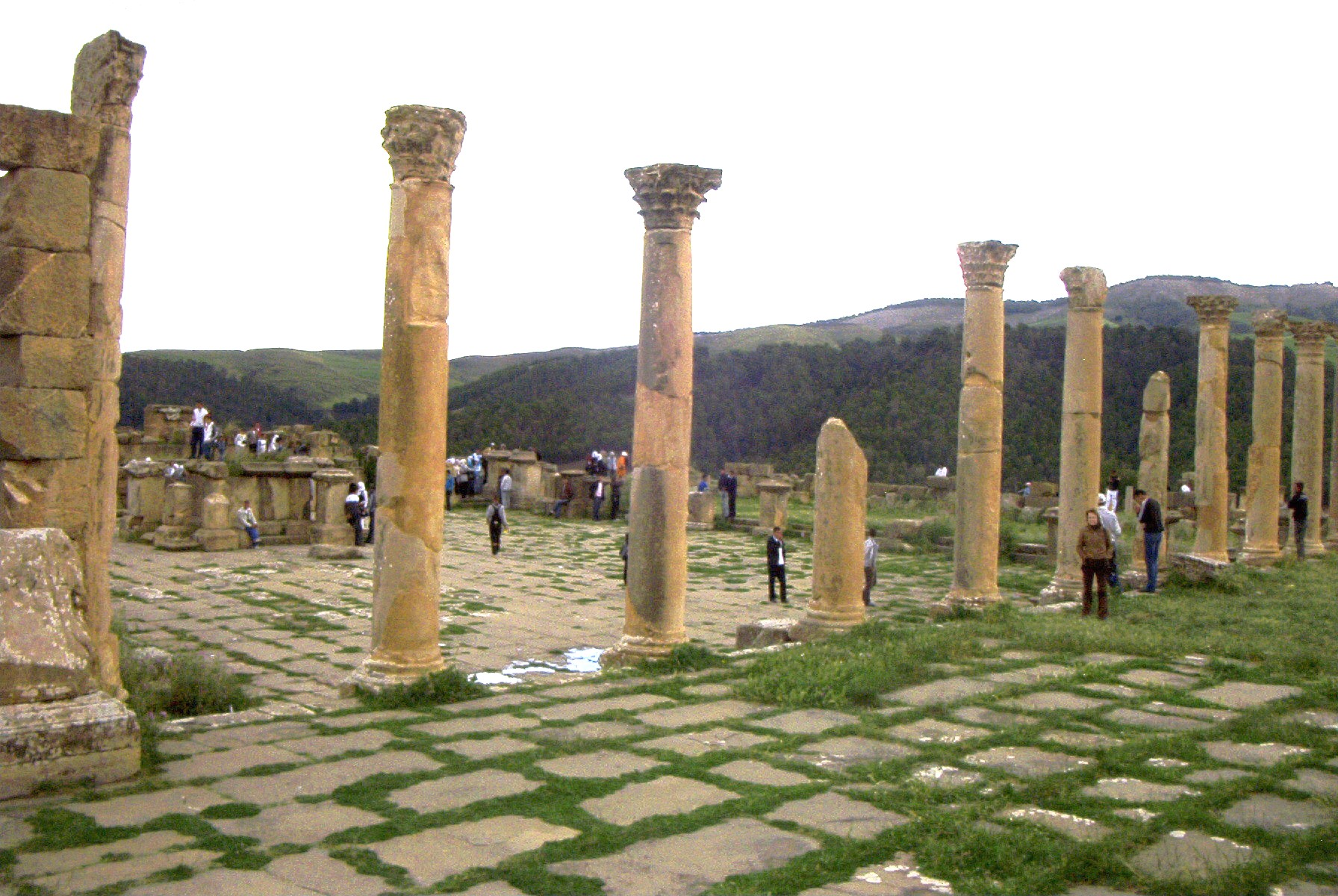
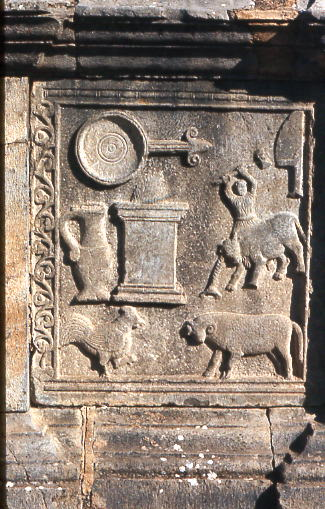
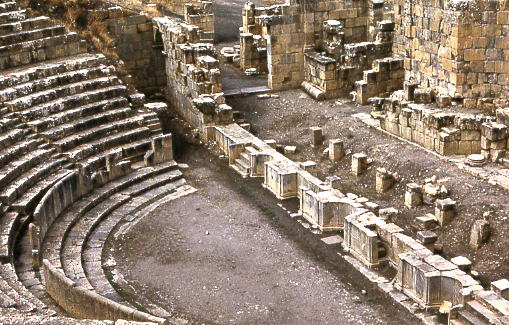
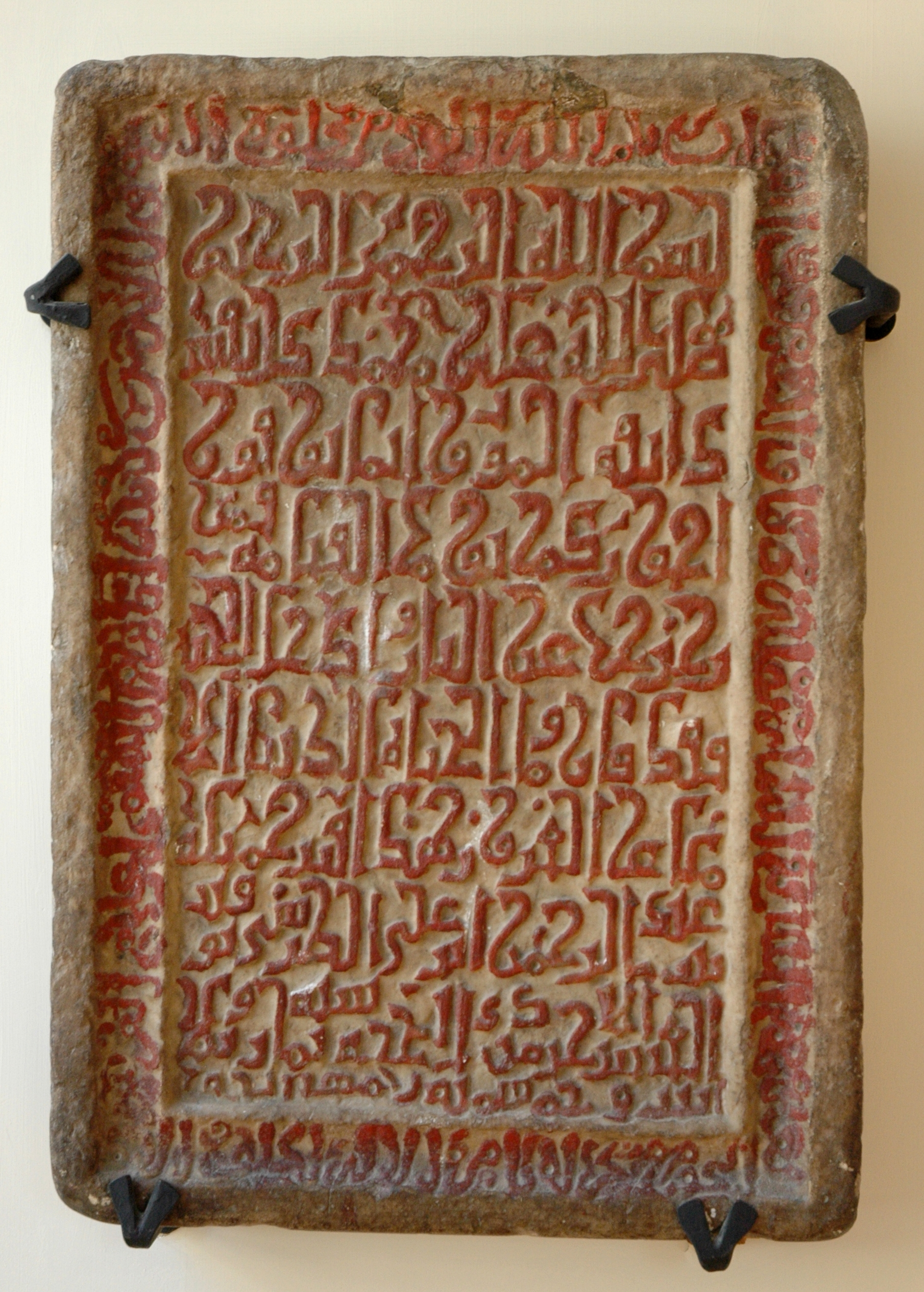
Funerary stele CdM Inv57-42
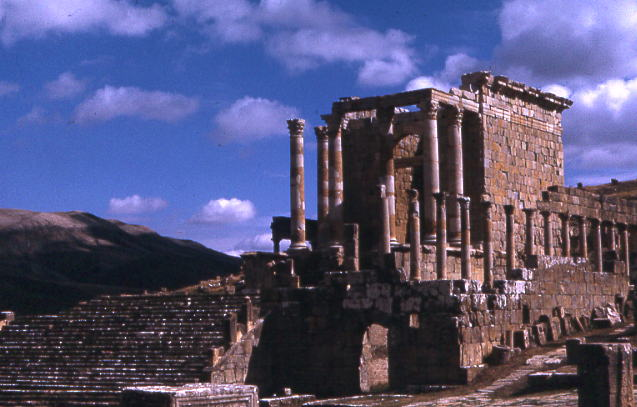
Djémila.25.jpg